# Раково-Чахи
Раково-Чахи (пол. Rakowo-Czachy) — село в Польщі, у гміні Пйонтниця Ломжинського повіту Підляського воєводства.
Населення — 181 особа (2011).
У 1975-1998 роках село належало до Ломжинського воєводства.

## Демографія
Демографічна структура станом на 31 березня 2011 року:
|          | Загалом | Допрацездатний вік | Працездатний вік | Постпрацездатний вік |
| -------- | ------- | ------------------ | ---------------- | -------------------- |
| Чоловіки | 89      | 18                 | 57               | 14                   |
| Жінки    | 92      | 19                 | 50               | 23                   |
| Разом    | 181     | 37                 | 107              | 37                   |